# Julian Trostorf
Julian Trostorf (* 20. Februar 1986 in Stuttgart) ist ein deutscher Schauspieler.

## Biografie
Trostorf spielte die Rolle des Sebastian Stettner in der Kinder- und Jugendserie fabrixx.
Neben seiner Tätigkeit als Schauspieler war er Mitglied der Stuttgarter Hip-Hop-Band Triade, mit der er auch einen Auftritt im Tigerentenclub hatte.
Trostorf studierte Schauspiel an der Hochschule für Film und Fernsehen „Konrad Wolf“ in Potsdam und tritt in Theatern in der Region Stuttgart auf. 2008 spielte er in JoNG’R, einem Film über die deutsche  Punkband Normahl, mit. 2010 spielte er im Stück Woyzeck auf dem Osterfestival im Maxim Gorki Theater (Berlin).

## Theaterrollen
- 1998: Wie es uns gefällt (Regie: Milenko Goranovic)
- 2008: Ein Sommernachtstraum (Regie: Felix Beck), Aus dem Leben eines Taugenichts (Regie: Annette Uhlen)
- 2009: Closer – Hautnah (Regie: Mike Bernardin)
- 2010: Ostern (Regie: Jörg Pinsch), Clowns (Regie: Paco Gonzales), Woyzeck (Regie: Moritz Richard)
- 2023: Woyzeck (Regie: Brian Bell)[2]

## Filmografie
- 2000–2004: fabrixx (Fernsehserie)
- 2008: JoNG’R